# Sermano
 Sermano  là một xã ở tỉnh Haute-Corse trên đảo Corse, Pháp. Xã này có diện tích 7,62 km², dân số năm 1999 là 76 người. Khu vực này có độ cao trung bình 762 mét trên mực nước biển.